# Acanthagrion aepiolum
Acanthagrion aepiolum là một loài chuồn chuồn kim trong họ Coenagrionidae.
Acanthagrion aepiolum được miêu tả khoa học năm 2004 bởi Tennessen.